# René Pintard
René Pintard (* 7. Juni 1903 in Paris; † 1. April 2002 in Saint-Jeannet, Département Alpes-Maritimes) war ein französischer Romanist und Literaturwissenschaftler.

## Leben und Werk
Pintard war Schüler des Lycée Condorcet und der École normale supérieure. Von 1930 bis 1937 war er Gymnasiallehrer in Sens und am Lycée Henri IV in Paris. Er habilitierte sich 1939 in Paris mit den Thèses Le Libertinage érudit dans la première moitié du XVIIe siècle (Paris 1943, Genf 1983, 2000) und La Mothe le Vayer, Gassendi, Guy Patin. Etudes de bibliographie et de critique suivies de textes inédits de Guy Patin, (Paris 1943). Von 1938 bis 1946 lehrte er an der Universität Poitiers, von 1946 bis 1973 an der Sorbonne französische Literatur, zuerst des 18., ab 1956 des 17. Jahrhunderts (Nachfolger: Jacques Truchet).

Pintard war Ehrendoktor der Universität Padua.

## Weitere Werke
- (Mitarbeit) Correspondance du P. Marin Mersenne, religieux minime, hrsg. von Cornelis de Waard, 18 Bde., Paris 1932-1988
- (Hrsg.) Montaigne, Essais. Pages choisies, Paris 1935, 1956
- (Hrsg. mit Claude Pichois) Jean-Jacques entre Socrate et Caton. Textes inédits de Jean-Jacques Rousseau, 1750-1753, Paris 1972